# Noorwegen op het Eurovisiesongfestival 1966
Noorwegen nam deel aan het Eurovisiesongfestival 1966 dat werd gehouden in Luxemburg. Het land werd vertenwoordigd door zangeres Åse Kleveland. Het was de 7de deelname van het land op het Eurovisiesongfestival. De selectie verliep via de jaarlijkse wedstrijd Melodi Grand Prix, waarvan de finale plaatsvond op 5 februari 1966. NRK was verantwoordelijk voor de Noorse bijdrage voor de editie van 1966.

## Melodi Grand Prix 1966
Melodi Grand Prix werd gehouden in Centralteatret in Oslo, de presentatie was in handen van Øivind Bergh. De vijf geselecteerde liedjes werden gezongen in twee versies door twee verschillende artiesten: een keer met orkest en een keer met een klein combo. Gekozen werd voor Åse Kleveland met het lied Intet er nytt under solen. Het winnende lied werd gekozen door 10 regionale jury's.
Op het Eurovisiesongfestival 1966 eindigde Kleveland op een derde plaats met 15 punten dit was lang het beste resultaat op het songfestival ooit voor Noorwegen tot de overwinning van het duo Bobbysocks in 1985.
| Startplek | Combo          | Orkest         | Lied                        | Punten | Plaats |
| --------- | -------------- | -------------- | --------------------------- | ------ | ------ |
| 1         | Wencke Myhre   | Kirsti Sparboe | "Lørdagstripp"              | 6      | 4      |
| 2         | Grynet Molvig  | Anita Thallaug | "Ung og forelsket"          | 7      | 3      |
| 3         | Kirsti Sparboe | Åse Kleveland  | "Gi meg fri"                | 11     | 2      |
| 4         | Åse Kleveland  | Grynet Molvig  | "Intet er nytt under solen" | 22     | 1      |
| 5         | Anita Thallaug | Wencke Myhre   | "Vims"                      | 4      | 5      |

1960 · 1961 · 1962 · 1963 · 1964 · 1965 · 1966 · 1967 · 1968 · 1969 · 1970 · 1971 · 1972 · 1973 · 1974 · 1975 · 1976 · 1977 · 1978 · 1979 · 1980 · 1981 · 1982 · 1983 · 1984 · 1985 · 1986 · 1987 · 1988 · 1989 · 1990 · 1991 · 1992 · 1993 · 1994 · 1995 · 1996 · 1997 · 1998 · 1999 · 2000 · 2001 · 2002 · 2003 · 2004 · 2005 · 2006 · 2007 · 2008 · 2009 · 2010 · 2011 · 2012 · 2013 · 2014 · 2015 · 2016 · 2017 · 2018 · 2019 · 2020 · 2021 · 2022 · 2023 · 2024 · 2025